# Bandiera della Svezia
La bandiera svedese risale al diciannovesimo secolo, e si ritiene sia stata modellata sullo stemma nazionale svedese, che contiene la famosa croce scandinava gialla su sfondo blu (concepito nel XV secolo dal Re, Carlo VIII di Svezia) e sulla bandiera della Danimarca, la Dannebrog. Il duca Giovanni di Finlandia, figlio del re svedese Gustavo I Vasa, introdusse in uso l'attuale bandiera svedese nel 1569. In precedenza, una bandiera simile appariva nello stemma del suo ducato, che corrisponde all'odierna Finlandia sud-orientale.

## Colori e dimensioni
In base alla legge svedese numero 1982:269, le dimensioni della bandiera sono 10/16 (altezza/larghezza), i campi blu interni hanno un rapporto di 4/5 e quelli esterni di 4/9 (altezza/larghezza).
In base alla legge svedese numero 1983:826, i colori usati sono stabiliti tramite il sistema di colori NCS e sono: giallo - NCS 0580-Y10R, blu - NCS 4055-R95B.

## Utilizzo
In base al decreto parlamentare (1982:270) sono definiti i giorni ufficiali in cui la gente comune può issare la bandiera svedese, detti giorni della bandiera. Detti giorni sono: Capodanno, il 28 gennaio (giorno nel quale si festeggia il nome del re), il 12 marzo (giorno nel quale si festeggia il nome della principessa ereditaria), la Domenica di Pasqua, il 30 aprile (compleanno del re), il 1º maggio, il 29 maggio (Giorno dei Veterani), Pentecoste, il 6 giugno (festa nazionale svedese e giorno della bandiera svedese), Midsommar (mezza estate), il 14 luglio (compleanno della principessa ereditaria), l'8 agosto (giorno nel quale si festeggia il nome della regina), il giorno delle elezioni nazionali al Riksdag, il 24 ottobre (giornata delle Nazioni Unite), il 6 novembre (giorno nel quale si ricorda la morte di Gustavo II Adolfo nel 1632 nella battaglia di Lützen, durante la guerra dei trent'anni), il 10 dicembre (giorno di assegnazione dei premi Nobel), il 23 dicembre (compleanno della regina), il Giorno di Natale.

## Storia

### Dal 1844 al 1906
La bandiera usata dal 20 giugno 1844 al 22 giugno 1906 recava il simbolo dell'unione con la Norvegia. Tale simbolo rimase fino allo scioglimento dell'Unione, mentre i Norvegesi lo tennero solo fino al 1898. La differenza con la bandiera di stato era che questa bandiera era a tre punte, mentre quella mercantile era rettangolare.

### Unione Svezia-Norvegia
Diversa era la bandiera dell'Unione Svezia-Norvegia come bandiera di stato e della marina di guerra. Era stata adottata il 7 marzo 1815 e abolita il 20 giugno 1844. La croce di Sant'Andrea era il simbolo dell'Unione e la bandiera serviva all'uso comune per Svezia e Norvegia, tuttavia era essenzialmente un simbolo svedese.

## Galleria d'immagini

Bandiera mercantile della Svezia (1844-1905), con il simbolo dell'Unione Svezia-Norvegia
Bandiera di stato della Svezia (1844-1905), con il simbolo dell'Unione Svezia-Norvegia
Bandiera di stato dei Regni uniti di Svezia e Norvegia (1815-1844)

Bandiera navale (solo militare)
Insegna di ammiraglio
Insegna di viceammiraglio
Insegna di contrammiraglio
Insegna di ammiraglio di flottiglia

## Somiglianze con altre bandiere
La bandiera svedese somiglia a quella di una città italiana: Verona, sebbene non ci sia alcuna connessione tra le due bandiere per quanto riguarda la loro nascita. Infatti la bandiera veronese attuale deriva dal simbolo medievale delle Arti veronesi, risalente al XIII secolo, mentre quella svedese è nata qualche secolo dopo. Oltretutto in quest'ultima campeggia la croce scandinava, la croce nella bandiera della città italiana è al centro.

## Annotazione
1. ↑  Referenza http://www.lagen.nu